# Back from the Grave Volume 6
Back from the Grave Volume 6 è il sesto album della omonima collana di album discografici, pubblicato dalla Crypt Records nel 1985. L'album contiene una selezione di brani di genere garage rock degli anni sessanta.

## Tracce
Lato A
1. The Shames – My World Is Upside Down – 2:35 (J. Amero, R. Beaulier) – 1967
2. Long John and the Silvermen – Heart Filled with Love – 2:15 (R. Eckart) – 1966
3. The Keggs – Girl (Art Lenox, Bob Rich, Pat Amboyan, Steve Cool) – 1967
4. The Beaux Jens – She Was Mine – 3:10 (Gordy Garris, Tim Schram) – 1967
5. The Shames – Special Ones – 2:20 (D. Trudel) – 1967
6. The Savoys – Can It Be – 3:05 (John Kluska) – 1967
7. The Ascots – So Good (John Neff) – 1966
8. The Barracudas – Baby Get Lost – 1:43 (Terry Fontanille, John Haas) – 1965

Lato B
1. The Golden Catalinas – Varsity Club Song – 2:18 (Harry Wheelock) – 1966
2. Billy and the Kids – Say You Love Me (Bill Burns, Bob Burns) – 1966
3. The Shandels – Caroline – 2:16 – 1965
4. The Shandels – Mary Mary – 2:33 – 1965
5. The Abandonned – Come on Mary (G. Shelnutt, G. Valentino) – 1966
6. The Treytones – Nonymous – 2:22 (Cicconetti, Daugherty, Snyder, Robert Musselman) – 1964
7. The Bryds – Your Lies – 3:06 (Robert Stanley) – 1965
8. The Werps – Love's a Fire – 2:04 (J. Serenko, J. Matzko) – 1967
9. The Trojans of Evol – Through the Night – 2:27 (B. Ardell, S. Polomchak) – 1967